# افسانه نه دم ۱۹۳۸
افسانه نه دم ۱۹۳۸ (انگلیسی: Tale of the Nine Tailed 1938; کره‌ای: 구미호뎐 1938) یک مجموعه تلویزیونی کره جنوبی سال ۲۰۲۳ با بازی لی دونگ-ووک، کیم سو-یون، کیم بوم، ریو کیونگ-سو، هوانگ هی و کیم یونگ جی است. این مجموعه فصل دوم مجموعه تلویزیونی افسانه نه دم (۲۰۲۰) و داستان آن پیش‌درآمدی بر داستان فصل قبلی است. افسانه نه دم ۱۹۳۸ از ۶ مه تا ۱۱ ژوئن ۲۰۲۳، روزهای شنبه و یکشنبه ساعت ۲۱:۲۰ (کی‌اس‌تی) از تی‌وی‌ان برای ۱۲ قسمت پخش شد. این مجموعه همچنین برای استریم در تیوینگ در کره جنوبی و آمازون پرایم ویدئو در مناطق منتخب قابل دسترسی است.

## بازیگران

### اصلی
- لی دونگ ووک در نقش لی یون[۹]
- کیم سو-یون در نقش ریو هونگ جو[۱۰]
- کیم بوم در نقش لی رانگ[۱۱]
- ریو کیونگ-سو در نقش چون مو یونگ[۱۲]

### مکمل

#### اطرافیان لی یون
- هوانگ هی در نقش کو شین جو[۱۳]
- کیم یونگ جی در نقش سون‌وو اون هو[۱۳]
- کیم سو جین در نقش بوک هه جا[۱۴]